# Дуганов Михей Семенович
Михей Семенович Дуганов (1889 — 1939) — радянський військово-політичний діяч, член РВР і начальник Політичних управлінь Сибірського та Приволзького військових округів, начальник Військової інспекції Народного комісаріату робітничо-селянської інспекції Української СРР. Член Центральної контрольної комісії КП(б)У в квітні 1923 — травні 1924 року.

## Біографія
Народився в бідній селянській родині. Навчався в сільській початковій школі.
У 1901—1905 роках допомагав батькові з різних робіт; був робітником-теслею. З 1906 року працював на шахтах Донбасу саночником та забійником. Потім був робітником заводу в місті Катеринославі.
Член РСДРП з 1909 року. Вів революційну діяльність, за яку рік та чотири місяці перебував у в'язниці.
У січні 1913 року мобілізований до російської імператорської армії; був рядовим в артилерії та піхоті. За відмову від виконання наказу служив у штрафній роті.
З 1918 року служив у Червоній армії, учасник Громадянської війни в Росії. Був контужений та поранений під час бойових дій.
Після демобілізації працював відповідальним секретарем окружного комітету КП(б) України.
На 1923 рік — начальник Військової інспекції Народного комісаріату робітничо-селянської інспекції (РСІ) Української СРР у Харкові.
З 1923 до червня 1924 року — військовий комісар та член Революційної військової ради (РВР) 13-го стрілецького корпусу РСЧА. До серпня 1924 року — член Революційної військової ради (РВР) Бухарської Червоної армії.
У 1924—1925 роках — військовий комісар 3-го стрілецького корпусу РСЧА в місті Владимирі. З червня по листопад 1925 року — військовий комісар 10-го стрілецького корпусу РСЧА в місті Курську.
У грудні 1925 — червні 1926 року — член Революційної військової ради (РВР) — начальник Політичного управління Сибірського військового округу.
У червні 1926 — серпні 1927 року — заступник начальника Політичного управління Ленінградського військового округу.
У серпні 1927 — січні 1931 року — член Революційної військової ради (РВР) — начальник Політичного управління Приволзького військового округу. З 1931 року — в розпорядженні Головного управління кадрів РСЧА.
Потім працював директором електролампового заводу Московського електрокомбінату Народного комісаріату важкої промисловості СРСР. У серпні 1936 року звільнений в запас РСЧА.
Помер у 1937 році. Зв іншими даними репресований та розстріляний в 1939 році.

### Нагороди
- орден Червоної Зірки (23.02.1928)